# Europäisches Kulturabkommen
Das Europäische Kulturabkommen – englisch European Cultural Convention, französisch Convention culturelle européenne –  ist ein 1954 zur Unterzeichnung ausgelegter völkerrechtlicher Vertrag des Europarats, mit dem Ziel das gegenseitige Verständnis und die gegenseitige Anerkennung der kulturellen Vielfalt in Europa zu entwickeln, die europäische Kultur zu bewahren und nationale Beiträge zum gemeinsamen europäischen Kulturerbe unter Achtung der gleichen Grundwerte zu fördern. Mit einem Fokus auf Sprachen, Geschichte und Gesellschaft, trägt das Abkommen dazu bei, gemeinsame kulturelle Maßnahmen und Aktivitäten von europäischem Interesse anzuregen.
Das Europäische Kulturabkommen wurde am 19. Dezember 1954 vom Europarat in Paris zur Unterzeichnung aufgelegt und trat am 5. Mai 1955 in Kraft, nachdem drei Staaten das Abkommen ratifiziert hatten. Seine Unterzeichnung ist eine der Voraussetzungen um am Bologna-Prozess und am Europäischen Hochschulraum (EHEA) teilnehmen zu können.
Das Abkommen wurde von allen 46 Mitgliedstaaten des Europarates, seinem einzigen ehemaligen Mitglied Russland sowie von Belarus, Kasachstan und Vatikanstadt ratifiziert. Damit ist es bis heute eines der wenigen gesamteuropäisch gültigen kulturpolitischen Dokumente.
Der Jugendsektor des Europarates mit dem Europäischen Jugendwerk, den Europäischen Jugendzentren und seiner Co-Management-Strukturen mit dem Advisory Council on Youth (AC) und dem European Steering Committee for Youth (CDEJ), deckt alle Länder ab, welche die Europäische Kulturkonvention unterzeichnet haben, da der Jugendsektor ursprünglich der Direktion für Bildung, Kultur und Sport unterstand.

## Unterzeichnung und Ratifikation

Rechts
(Blau) Mitgliedsstaaten des Europarats, die das Europäische Kulturabkommen ratifiziert haben.
(Hell-Blau) Nicht-Mitgliedsstaaten des Europarats, die das Abkommen ratifiziert haben (Belarus, Kasachstan, Russland und Vatikanstadt)
(Hell-Grau) Staaten, die nicht unterschrieben haben.

Die 50 Vertragsstaaten des Europäischen Kulturabkommens sind:
| Vertragsstaat           | Zeichnung     | Ratifizierung | Inkrafttreten |
| ----------------------- | ------------- | ------------- | ------------- |
| Albanien                |               | 25. Juni 1992 | 25. Juni 1992 |
| Andorra                 | 10. Nov. 1994 | 22. Jan. 1996 | 22. Jan. 1996 |
| Armenien                |               | 25. Apr. 1997 | 25. Apr. 1997 |
| Aserbaidschan           |               | 25. Apr. 1997 | 25. Apr. 1997 |
| Belgien                 | 19. Dez. 1954 | 11. Mai 1955  | 11. Mai 1955  |
| Bosnien und Herzegowina |               | 29. Dez. 1994 | 29. Dez. 1994 |
| Bulgarien               |               | 2. Sep. 1991  | 2. Sep. 1991  |
| Dänemark                | 19. Dez. 1954 | 7. Mai 1955   | 7. Mai 1955   |
| Deutschland             | 19. Dez. 1954 | 17. Nov. 1955 | 17. Nov. 1955 |
| Estland                 |               | 7. Mai 1992   | 7. Mai 1992   |
| Finnland                |               | 23. Jan. 1970 | 23. Jan. 1970 |
| Frankreich              | 19. Dez. 1954 | 5. Mai 1955   | 5. Mai 1955   |
| Georgien                |               | 25. Apr. 1997 | 25. Apr. 1997 |
| Griechenland            | 19. Dez. 1954 | 10. Jan. 1962 | 10. Jan. 1962 |
| Irland                  | 19. Dez. 1954 | 11. März 1955 | 5. Mai 1955   |
| Island                  | 19. Dez. 1954 | 1. März 1956  | 1. März 1956  |
| Italien                 | 19. Dez. 1954 | 16. Mai 1957  | 16. Mai 1957  |
| Kasachstan              |               | 5. März 2010  | 5. März 2010  |
| Kroatien                |               | 27. Jan. 1993 | 27. Jan. 1993 |
| Lettland                |               | 7. Mai 1992   | 7. Mai 1992   |
| Liechtenstein           | 23. Nov. 1978 | 13. Juni 1979 | 13. Juni 1979 |
| Litauen                 |               | 7. Mai 1992   | 7. Mai 1992   |
| Luxemburg               | 19. Dez. 1954 | 30. Juli 1956 | 30. Juli 1956 |
| Malta                   | 2. Mai 1966   | 12. Dez. 1966 | 12. Dez. 1966 |
| Monaco                  |               | 6. Juli 1994  | 6. Juli 1994  |
| Moldau                  |               | 24. Mai 1994  | 24. Mai 1994  |
| Montenegro              |               | 28. Feb. 2001 | 6. Juni 2006  |
| Niederlande             | 19. Dez. 1954 | 8. Feb. 1956  | 8. Feb. 1956  |
| Nordmazedonien          |               | 24. Nov. 1995 | 24. Nov. 1995 |
| Norwegen                | 19. Dez. 1954 | 24. Jan. 1956 | 24. Jan. 1956 |
| Österreich              | 13. Dez. 1957 | 4. März 1958  | 4. März 1958  |
| Polen                   |               | 16. Nov. 1989 | 16. Nov. 1989 |
| Portugal                |               | 16. Feb. 1976 | 16. Feb. 1976 |
| Rumänien                |               | 19. Dez. 1991 | 19. Dez. 1991 |
| Russland                |               | 21. Feb. 1991 | 21. Feb. 1991 |
| San Marino              |               | 13. Feb. 1986 | 13. Feb. 1986 |
| Schweden                | 19. Dez. 1954 | 16. Juni 1958 | 16. Juni 1958 |
| Schweiz                 |               | 13. Juli 1962 | 13. Juli 1962 |
| Serbien                 |               | 28. Feb. 2001 | 28. Feb. 2001 |
| Slowakei                |               | 1. Jan. 1993  | 1. Jan. 1993  |
| Slowenien               |               | 2. Juli 1992  | 2. Juli 1992  |
| Spanien                 |               | 4. Juli 1957  | 4. Juli 1957  |
| Tschechien              |               | 10. Mai 1990  | 1. Jan. 1993  |
| Türkei                  | 19. Dez. 1954 | 10. Okt. 1957 | 10. Okt. 1957 |
| Ukraine                 |               | 13. Juni 1994 | 13. Juni 1994 |
| Ungarn                  |               | 16. Nov. 1989 | 16. Nov. 1989 |
| Vatikanstadt            |               | 10. Dez. 1962 | 10. Dez. 1962 |
| Vereinigtes Königreich  | 19. Dez. 1954 | 5. Mai 1955   | 5. Mai 1955   |
| Belarus                 |               | 18. Okt. 1993 | 18. Okt. 1993 |
| Zypern                  | 30. Nov. 1967 | 23. Sep. 1969 | 23. Sep. 1969 |

1. 1 2 3 4 5 6 7 8 9 10 11 12 13 14 15 16 17 18 19 20 21 22 23 24 25 26 27  Beitritt.
2. 1 2 3 4  Nachfolge.
3. 1 2 3  Kein Mitgliedsstaat des Europarates.